# Mentalismo

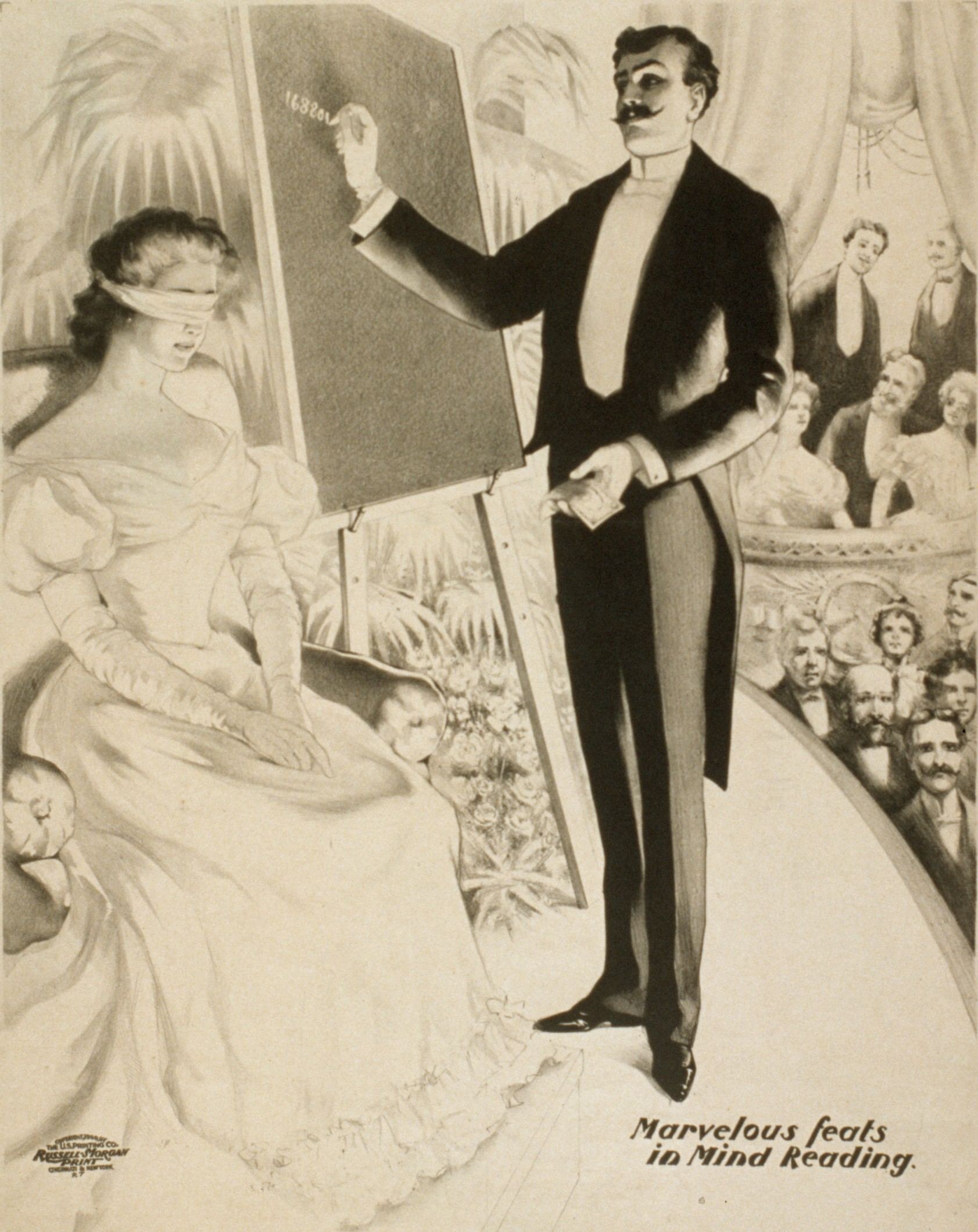
Cartaz de uma apresentação telepática, 1900

Mentalismo é uma antiga performance de artes cénicas praticada por pessoas que se designam mentalistas e que, com ajuda de hipnose, lógica, sugestão e princípios ilusionistas, apresentam ao público ilusões e fenómenos relacionados com telepatia, telecinésia, precognição, clarividência e controle mental.
Técnicas Utilizadas no Mentalismo:
- Hipnose: Processo que induz um estado de transe, permitindo ao mentalista influenciar o comportamento ou percepções do indivíduo.
- Sugestão: Uso de comandos ou insinuações para direcionar pensamentos e ações do público.
- Lógica e Psicologia: Aplicação de princípios psicológicos para prever ou influenciar decisões e comportamentos.
- Ilusionismo: Emprego de técnicas de mágica para criar efeitos que parecem sobrenaturais.[2]

Fenômenos Associados ao Mentalismo:
- Telepatia: Aparente capacidade de ler ou comunicar-se diretamente com a mente de outra pessoa.
- Telecinese: Ilusão de mover objetos sem contato físico, apenas com o "poder da mente".
- Precognição: Ato de demonstrar conhecimento sobre eventos futuros antes que ocorram.
- Clarividência: Alegada habilidade de obter informações sobre um objeto, pessoa ou evento distante ou oculto.
- Controle Mental: Técnicas que dão a impressão de influenciar ou dominar os pensamentos e ações de outros.[3]

É importante notar que, embora esses fenômenos sejam apresentados de maneira convincente, eles são resultados de técnicas bem elaboradas e não evidências de habilidades sobrenaturais. O mentalismo tem raízes profundas nas artes cênicas e compartilha muitos métodos com o ilusionismo tradicional. 